# 志摩芸術村
志摩芸術村（しまげいじゅつむら）は、三重県鳥羽市浦村町で計画されていた開発構想である。セゾングループの西洋環境開発子会社である志摩東京カウンティが主体となって事業が進められていたが、平成不況により事実上計画が放棄されている。

## 概要
計画面積73.6haにわたる広大な敷地に、ビーチゾーン・タラソテラピーゾーン・芸術村の3つの区域を設定し、滞在型のリゾートを整備する構想であった。芸術村の開発用地は、三重県庁の関連団体である財団法人三重県志摩開発公社がパールロードの沿線開発のために先行取得していた土地である。

## 沿革
1972年（昭和47年）5月に志摩芸術村の建設事業体となる、株式会社志摩東京カウンティが資本金1億円で設立された。同社は西洋環境開発や西武百貨店などの民間企業と三重県志摩開発公社、鳥羽市開発公社の公営企業が共同で設けた企業である。芸術村開発の第1弾として1982年（昭和57年）に鳥羽白浜海水浴場が開かれた。
そして1988年（昭和63年）7月9日には三重県の総合的なリゾート開発計画「三重サンベルトゾーン構想」が国から承認を受け、志摩芸術村構想はその中の「鳥羽地区」（海の情報と創作活動ゾーン）に位置付けられた。1989年（平成元年）9月には芸術村ゾーンの土地造成がほぼ終了、日本の国内外から芸術家が視察に訪れた。後は施設の建設を待つのみであった。1992年（平成4年）8月には、タラソテラピーゾーンの中核施設であるタラサ志摩が開業、女性誌上で取り上げられた。「タラサ志摩」はセゾングループを率いた堤清二肝いりの事業であり、約250億円を投入した開発であった。
しかし、その後バブル崩壊の影響を受け、集客・居住施設の建設を中断し、志摩東京カウンティは多額の負債返済と運転資金の援助を親会社の西洋環境開発に頼ることとなる。頼みであった西洋環境開発は2000年（平成12年）7月に特別清算を実施、資金供給の無くなった志摩東京カウンティは翌2001年（平成13年）1月に民事再生法の適用を申請した。これにより事実上、志摩芸術村の開発は停止した。

## 志摩東京カウンティ
株式会社志摩東京カウンティ（しまとうきょうカウンティ）は、かつて不動産賃貸業を営んでいた日本の企業。東京都豊島区東池袋三丁目1番1号に本社を置き、最後の社長は松尾俊之であった。1972年（昭和47年）に設立。
2001年（平成13年）1月9日に東京地方裁判所へ民事再生法の適用を申請、負債総額は191億6千万円であった。同年8月1日に美術品販売を手掛けるアールビバンが買収を発表、タラサ志摩スパアンドリゾート株式会社に社名を改め、本社を東京都新宿区西新宿一丁目25番1号に移転し、アールビバン社長の野澤克巳が取締役会長に就任した。買収のコーディネートはホテル再建プロデュース事業に新規参入を果たした京都総合研究所が行った。志摩東京カウンティの買収には、アメリカのリップルウッドとマリオットのグループや、香港のCCLグループも名乗りを挙げていた。

## 計画と実際

### ビーチゾーン
計画立案時点で既に開業していた鳥羽白浜海水浴場に、ビーチハウスと遊歩道を整備するものであった。

#### 鳥羽白浜海水浴場
鳥羽白浜海水浴場（とばしらはまかいすいよくじょう）は、三重県鳥羽市浦村町字白浜にある海水浴場。遠浅の海と白い砂浜が特徴で、入場料は無料（ビーチパラソルの持ち込みは有料）。毎年7月1日から9月中旬まで開設される。2010年（平成22年）の水質調査では「AA」（最高）と判定された。
交通
- JR参宮線・近鉄鳥羽線・近鉄志摩線鳥羽駅よりかもめバス石鏡港行き乗車、「海の博物館東」下車、徒歩約9分（約800m）。または同駅よりタラサ志摩・鳥羽白浜海水浴場への送迎バス（無料）を利用。
- 伊勢二見鳥羽ライン鳥羽出口より国道42号・国道167号・県道750号・パールロード経由、自動車で約25分。

### タラソテラピーゾーン
本格的なタラソテラピーが受けられる日本初の施設としてタラサ志摩を新設するというもの。1992年（平成4年）8月に開業し、計画は実現している。
開業当初、タラサ志摩は志摩東京カウンティが経営していたが、2001年（平成13年）にアールビバンが同社を買収、すぐに全日空ホテルズに経営を委託、「タラサ志摩全日空ホテル&リゾート」として運営していたが、2003年（平成15年）6月30日に契約を解消、翌日からアールビバンが直接経営に乗り出した。しかし経営は好転せず、2009年（平成21年）12月1日から星野リゾートに運営が委託され、現在は星野リゾートの子会社である有限会社志摩ホテルマネージメントが運営していた。2018年に大江戸温泉物語へと譲渡された。

### 芸術村

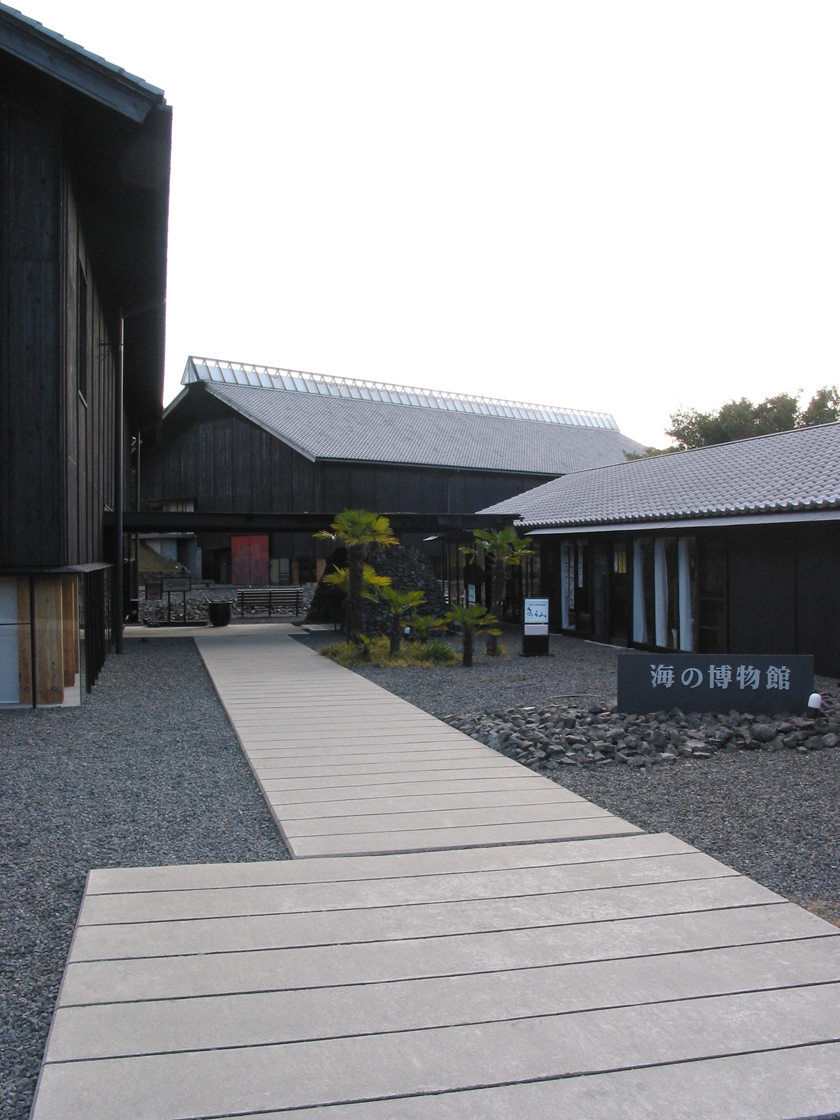
海の博物館

日本と日本国外の芸術家が交流、滞在しながら創作活動を行えるような空間を整備するものであった。芸術家育成を行うアートホール、セミナー室などを備えたカウンセルハウス、ギャラリー、ゲストハウス、造形工房、ロッジを建設する予定であったがほとんど実現していない。実際に建設されたのは、鳥羽市鳥羽一丁目から新築移転した海の博物館と美術館の「志摩ミュージアム」のみである。

#### 海の博物館
海の博物館は、三重県鳥羽市浦村町大吉1731-68にある博物館。1971年（昭和46年）に鳥羽市街地に開館したが、1992年（平成4年）に志摩芸術村の敷地内に移転した。

#### 志摩ミュージアム
志摩ミュージアム（しまミュージアム）は、かつて三重県鳥羽市浦村町1772-4にあった美術館。海の博物館同様、内藤廣の設計した作品であり、1993年（平成5年）に竣工した。地元の芸術家の作品を中心に展示していた。絵画や彫刻の展示のみならずミニコンサートを開くなどして年中無休で運営されていたが、後に閉館した。その後、俳優の岩城滉一が買い取り、2003年（平成15年）3月21日に自身の所有するバイクを展示する「モーターサイクルパビリオン コウイチ・イワキ」として生まれ変わった。しかし、これも長くは続かず閉館、現在は廃墟となっている。